# Telescópio Solar Gigante Chinês
O Telescópio Solar Gigante Chinês (CGST) é um telescópio solar proposto na China. CGST será um telescópio solar infravermelho e óptico. Sua resolução espacial é equivalente a um telescópio de 8 metros de diâmetro, e o poder de coleta de luz equivalente a um telescópio de 5 metros de diâmetro. CGST é projetado para ser um Telescópio Solar de Anel (RST) de 8 metros. O principal objetivo científico é obter uma medição precisa do campo magnético do vetor solar com alta resolução espacial. Espera-se que custe US $ 90 milhões.